# Högberg, Åland
Högberg är en kulle i Åland (Finland). Den ligger i den sydvästra delen av landet, 10 km nordväst om huvudstaden Mariehamn. Toppen på Högberg är 12 meter över havet. Högberg ligger på ön Möckelö.
Terrängen runt Högberg är platt. Havet är nära Högberg åt sydväst. Närmaste större samhälle är Jomala, 9,5 km öster om Högberg. 